# ロイ (ファイアーエムブレム)
ロイ（Roy）は、任天堂のゲームソフト『ファイアーエムブレム 封印の剣』の主人公。

## ファイアーエムブレム 封印の剣でのロイ
15歳。クラスはロード→マスターロード。属性は炎。エリウッドの息子でフェレ家の公子。『封印の剣』の主人公。若き獅子や炎の子といわれる。専用武器はレイピアと封印の剣。公式サイトでは人気投票で1位を獲得。『ニンテンドードリーム』のゲームボーイアドバンス3部作総合の人気投票（2005年5月6日号）においても1位を獲得している。
戦場から逃げ出す敵兵を追撃しないなど必要以上の戦いを好まない穏やかな性格をしているが、オスティアに留学して魔道軍将セシリアから帝王学について学んだおかげか、シリーズ歴代の主人公でも15歳の若さでありながら政治的な判断力は的確かつ迅速。物事の本質を見抜く高い眼識を持つ。また、自分が貴族であることをまったく鼻にかけず、誰に対しても常に謙虚な態度を崩さない。ただし戦いが起こる前はむしろ抜けた性格だったらしく、社交界では幼馴染のリリーナがよく世話役を引き受けていた。
実は大賢者アトスの今際の際の最後の言葉として、凶星より世界を救う炎の子と、その誕生と活躍が予言されていたことが続編の烈火の剣にて明らかになる。
支援相手は最多の10名。主人公の特権かヒロイン候補は総計6人で、幼馴染であるオスティア家の公女リリーナから恋心を抱かれている。恋愛に関して情熱的だった父と比べると、告白台詞などはさりげないものが多い（シャニーは告白されたかどうかで悩んでいた）。一方、主従の距離を保とうとする乳兄弟ウォルトや引退を考える師マーカスに対しては、感情的な言動で説得を図っていた。基本的に穏やかであるがゼフィールのようなどんな相手にも怯まぬ豪胆さもあり、間違っていることには厳しく、正義感の強さから非常識なことは許せない。

### 封印の剣
大昔の英雄ハルトムートが魔竜を倒すときに使用した伝説の剣。ファイアーエムブレムを柄に埋め込むことで、力を宿して復活を遂げる。竜に強い効果を発揮するが、ロイの感情を読み取って炎を放つなど使い手の心を反映する特別な力を持つ。実は本編での敵国ベルンに伝わる剣であり、漫画版では戦いの元凶となるベルン王ゼフィールが使用したことで彼の怒りを読み取り、凄まじい破壊力を生み出したが、戦いの中でロイの手に渡り逆転のカギとなった。

### 作中の活躍
リキア編
突如他国への侵攻を開始したベルンに対抗するため、病気の父に代わりフェレ騎士団を率いて出陣する。
しかし同盟軍の盟主であったオスティア侯ヘクトルの戦死からその遺言に従い、同盟側の裏切り者に苦しめられつつも残党部隊を連れてヘクトルの一人娘リリーナの保護と伝説の武器を得るために進軍することになる。
クーデター編
先のリキアでの活躍を認められたことでリキア同盟軍の将となり復興の道を歩んでいたところ、大国エトルリアからの要請で西方の島々（西方三島）への出兵を余儀なくされる。
やがて現地で島の真実を暴いたことにより、エトルリアで渦巻く陰謀とその陰で暗躍するベルンの存在に海を越えて再び立ち向かうことになる。
人竜戦役編
エトルリア国王の援助により正式にベルン討伐の遠征部隊を結成。ベルンの討伐とこれまでの戦いにちらついてきた千年前に滅び去ったはずの竜の存在。
因縁の決着と謎を解き明かすべくベルン三竜将や国王ゼフィールの待ち構えるベルン王国。そしてベルン奥深くの忘れられた地へと部隊を進めていく。

## 漫画「覇者の剣」でのロイ
『月刊少年ジャンプ』（集英社）に連載されていた漫画『ファイアーエムブレム 覇者の剣』（原作：井沢ひろし・作画：山田孝太郎）では主人公・アルと西方三島およびベルン本城で協力して戦い、封印の剣でベルン国王・ゼフィールを倒している。その際、封印の剣はロイの平和への熱き想いを具現化させ、激しい炎に包まれていた。

## 同シリーズでのゲスト出演

### ファイアーエムブレム烈火の剣でのロイ
特定の条件を満たすことで見ることができるエピソードに、幼い頃のロイが登場している。

### ファイアーエムブレム覚醒でのロイ
本作では本編ストーリーに関わってはいないが、異世界の英霊を召喚するアイテム『英霊の魔符』にて呼び出された幻影を仲間にすることが可能である。
ロイの魔符は『封印の剣』時の公式イラストを使用したものと、本作向けに描き下ろされたイラストを使用したものの2種類があり、前者はいつのまに通信を使用することで、後者は有料の追加コンテンツで仲間にすることが可能。
新規イラストの担当は藤坂公彦で、兵種「傭兵」の衣装をモチーフにし、アレンジを加えたデザインになっている。

### ファイアーエムブレムEchoesでのロイ
amiiboをタッチすることで、ロイを象った幻影兵が召喚される。

### ファイアーエムブレム エンゲージでのロイ
「若き獅子の指輪」に宿る紋章士であり、ブロディア王国で管理されている指輪。同国の兄王子ディアマンドが持参してくる。中盤に差し掛かる頃に邪竜軍に奪われるが、ジーヴル港の戦いで奪還する。邪竜軍に奪われている間はマロンが装備している。
最前線で戦うことを得意とする性能で、HPが多ければ即死ダメージを耐える「踏ん張り」を持つ他、エンゲージすると「超越」で一時的にレベルが5上昇し、相応分の能力値が上昇する。エンゲージ技は剣で薙ぎ払って前方範囲を攻撃し地形を炎上させる「獅子紅蓮焔舞」。エンゲージ武器は封印の剣の他、ドラゴンキラーとランスバスターを持参している。
キャラクターデザインを担当したMika Pikazoのものを3D化している。

### ファイアーエムブレムヒーローズでのロイ
舞台となるアスク王国には異界の物語が伝承として伝わっており、ロイもエレブ大陸の物語においてベルン動乱を戦い抜き、魔竜を再び封印した英雄として伝承されている。
現在はレギュラーで2種、超英雄で2種、伝承英雄で1種の4バージョンが登場している。
若き獅子 ロイ
赤属性・歩行タイプ。最も基本となる通常バージョンのロイ。☆5で「封印の剣」を装備可能になる。封印の剣を錬成すると竜特効がつく。
大いなる公子 ロイ
赤属性・騎馬タイプ。父エリウッドをイメージしたもので、エリウッドが「烈火の剣」で着用したロードナイトの衣装をまとって馬に乗っており、武器も父の専用武器だった神将器"烈火の剣"「デュランダル」を装備している。
若き少年の贈り物 ロイ
無属性・騎馬タイプ。2018年のバレンタインデーにちなんだ愛の祭の超英雄。祭りの衣装に身を纏い、馬に乗って弓を扱う。
封炎の若獅子 ロイ
赤属性・歩行タイプ。火の伝承英雄で、火のシーズンに一緒に出撃した「火の祝福」をつけた英雄にHP+3の祝福効果を与える。原作における封印の剣の効果をイメージした、遠距離反撃可能な竜特効つきの武器「魔竜封印の剣」を装備している。また本人専用のCスキルとして、竜・獣以外の味方に攻撃速さの相互鼓舞をかける「人の可能性を!」を習得できる。
双炎の花婿 ロイ
緑属性・騎馬タイプ。2022年に花婿姿の超英雄で、父エリウッドとの双界英雄として登場。

## 大乱闘スマッシュブラザーズシリーズでのロイ
2002年3月29日の『封印の剣』発売よりも前の2001年11月21日に発売された『大乱闘スマッシュブラザーズDX』に一足早く出演。大乱闘スマッシュブラザーズシリーズ全編を通しても、発売前のゲームのキャラクターが登場した事例はロイが唯一である。声優は日本国外も含め福山潤が担当。
発売当時、『封印の剣』は日本国外では未発売だったため、ロイは日本国外版では当初削除される予定であったが、そのキャラクター性が発売前より米国任天堂のスタッフやユーザーからの評判が良かったため、日本国外版『Super Smash Bros. Melee』でもそのまま登場することになる。
公式HPのロイが紹介しているページにあるキャラクターグラフィック、アドベンチャーとオールスターで入手できるフィギュアにある鞘が、プレイヤーキャラクターの方には無いという仕様は、鞘があるとマントに突き抜ける事が要因であり、アピールに名残が残っている。
続編の『大乱闘スマッシュブラザーズX』ではプレイヤーキャラクターとしては参戦していないが、作中の「シール」としてロイのイラストが登場しており、原作の楽曲『Winning Road ~ロイの希望』も用意されている。『大乱闘スマッシュブラザーズ for Wii U』でも前述の楽曲が続投となった。
2015年6月15日より『大乱闘スマッシュブラザーズ for Nintendo 3DS / Wii U』で有料の追加キャラクターとして配信。デザインは一新されている。声優は日本国外も含め福山潤が続投し、新録を行った。復帰に際し、新たなアピールと登場演出、そして最後の切りふだも実装された。
最新作となる『大乱闘スマッシュブラザーズSPECIAL』でも引き続き続投。本作では、レイ・チェイスによる英語ボイスも実装されており、対応言語を切り替える事でそのボイスでプレイする事が可能。

## 担当声優
- 福山潤：大乱闘スマッシュブラザーズシリーズ、ファイアーエムブレム ヒーローズ、ファイアーエムブレム エンゲージ
- レイ・チェイス（日本国外版音声）：ファイアーエムブレム ヒーローズ、大乱闘スマッシュブラザーズSPECIAL[6]、ファイアーエムブレム エンゲージ[6]